# Rajinder Singh (zapaśnik)
Rajinder Singh (ur. 1 sierpnia 1954) – Indyjski zapaśnik walczący w stylu wolnym. Dwukrotny olimpijczyk. Czwarty na turnieju w Los Angeles 1984 i szósty w Moskwie 1980. Startował w kategorii 74 kg.
Zajął piętnaste na mistrzostwach świata w 1982. Zwycięzca igrzysk azjatyckich w 1978 i piąty w 1986. Brązowy medalista mistrzostw Azji w 1979 i 1981. Triumfator igrzysk igrzysk wspólnoty narodów w 1978 i 1982. Wicemistrz Igrzysk Azji Południowej w 1985 roku.
- Turniej w Moskwie 1980

Wygrał z zawodnikiem NRD Reinholdem Steingräberem i Syryjczykiem Bani Fawazem. Przegrał z Włochem Riccardo Niccolinim i Walentinem Rajczewem z Bułgarii.
- Turniej w Los Angeles 1984

W pierwszej rundzie pokonał Japończyka Naomi Higuchi, Syryjczyka Mohameda Zayara i Seidu Olawale z Nigerii, a uległ Martinowi Knospowi z RFN. W finale grupowym pokonał Kanadyjczyka Marca Mongeona i przegrał z Šabanem Sejdiu Jugosławii.
W roku 1978 został laureatem nagrody Arjuna Award.